# Kis héja

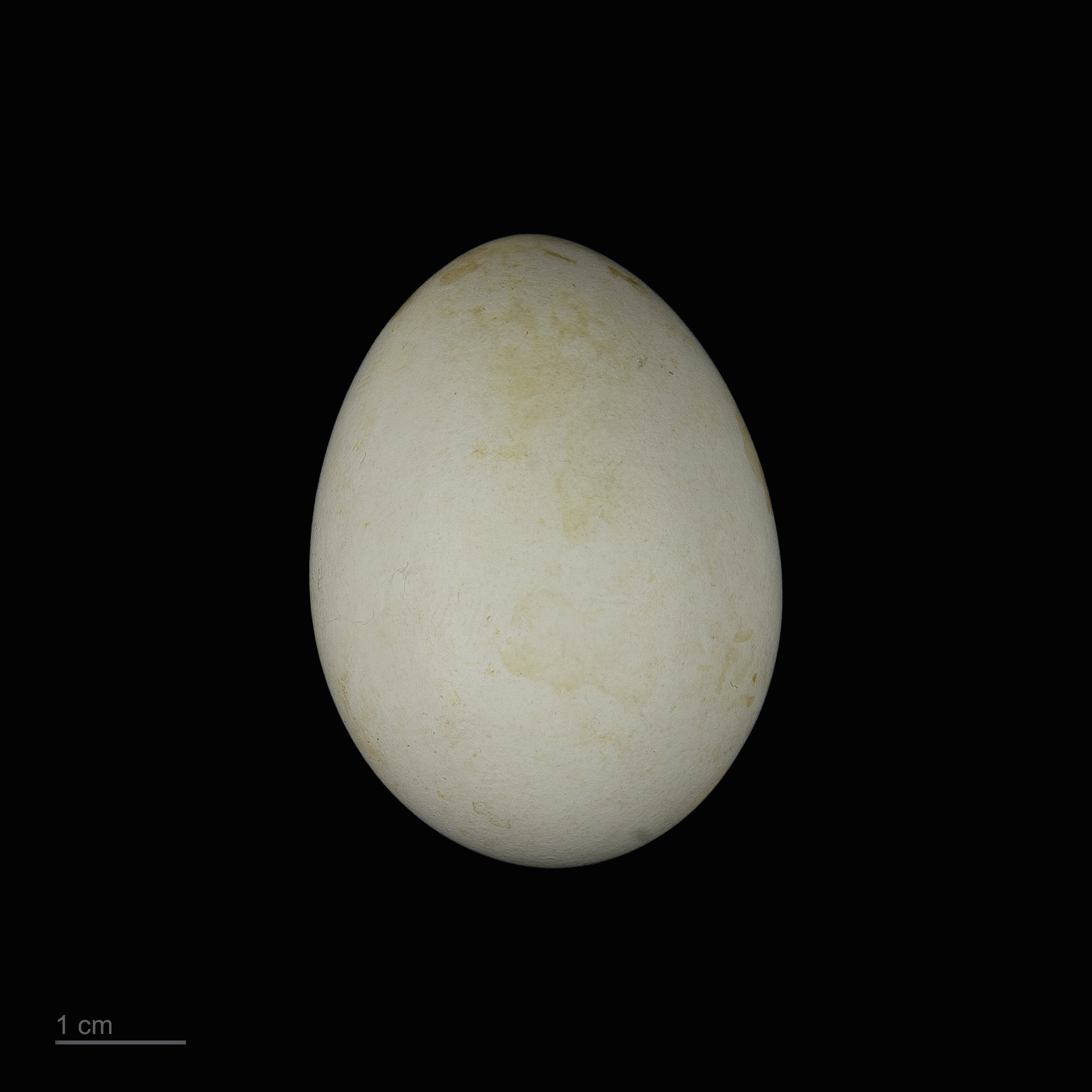
Accipiter brevipes

A kis héja (Accipiter brevipes) a madarak osztályának a vágómadár-alakúak (Accipitriformes) rendjébe, ezen belül a vágómadárfélék (Accipitridae) családjába tartozó faj.

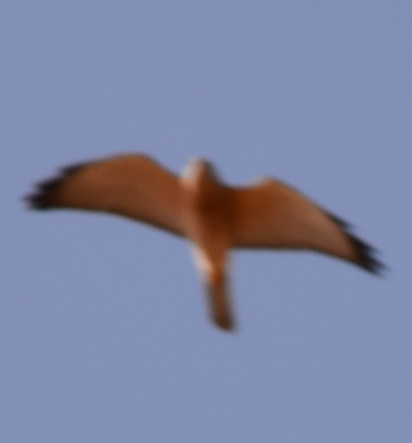

## Előfordulása
Európa keleti-délkeleti részén, Ázsia nyugati és középső részén, a Közel-Keleten illetve Afrika egyes területein él.

## Megjelenése
A testhossza 32–38 centiméter, szárnyfesztávolsága 65–75 centiméter; a hím testtömege 150–220 gramm, a tojóé 240–270 gramm. Az öreg madarak egész felső része kékesszürke, alsó része fehér alapon rozsdavörös hullámvonalakkal mintázott, a szárny vége fekete. Szeme vörösbarna, csőre kék, viaszhártyája sárga, lába hosszú és vékony, színe halványsárga. A fiatalok hasalja fehér, nagy barna foltokkal.

## Életmódja
Nagy magasságból csap le madarakból álló zsákmányára, a hím a fekete rigó, a tojó az örvös galamb nagyságú madarakat tudja elejteni. Néha rágcsálókat is elkap. A kisebb madarak csapatban megtámadják, a nagyobb ragadozómadarak pedig néha zsákmányul ejtik.

## Szaporodása
Látványos nászrepülést végez.  Víz közeli sűrű erdőkben általában tölgyfákra rakja gallyakból álló fészkét. Fészekalja 3–5 tojásból áll, a kotlási idő 29–30 napig tart. A kirepülési idő 4–5 hét.

## Kárpát-medencei előfordulása
A Magyarország keleti részén ritka fészkelő, májustól augusztusig tartózkodik itt. Hosszútávú vonuló.

## Védettsége
Szerepel a Természetvédelmi Világszövetség Vörös Listáján. Európában ritka fajnak számít. Magyarországon fokozottan védett, természetvédelmi értéke 500 000 Ft.

## Rokon fajok
Legközelebbi rokonai közül hazánkban is honos a héja (Accipiter gentilis) és a karvaly (Accipiter nisus). Észak-Amerika és Mexikó sűrű erdeit lakja a csíkos karvaly (Accipiter striatus). Ezeken kívül még 45 közeli rokona van az Accipiter nemben, még Óceániában is több faj ismert.